# Zwartkopprinia
De zwartkopprinia (Prinia bairdii melanops) is een zangvogel uit de familie Cisticolidae. Eerder werd deze vogel beschouwd als een aparte soort maar bij een taxonomische herziening in 2025 is het een ondersoort geworden van de zebraprinia.

## Verspreiding en leefgebied
Deze vogel komt voor in oostelijk Afrika en telde twee ondersoorten:
- P. m. obscura: oostelijk Congo-Kinshasa, westelijk Oeganda, Burundi en Rwanda.
- P. m. melanops: oostelijk Oeganda en westelijk Kenia.